# Cristian Figueroa
Cristian Figueroa Acevedo (La Pintana, Santiago, 18 de octubre de 1972) es un dramaturgo, actor, productor y académico chileno. Máster Universitario en Teatro y Artes Escénicas, Universidad Complutense de Madrid. Magíster en Literatura chilena e hispanoamericana Universidad de Playa Ancha (UPLA). Licenciado en Artes de la Universidad de Chile (mención en Actuación Teatral), Postitulado en Dramaturgia de la Pontificia Universidad Católica de Chile. Profesor Titular de la Universidad de Valparaíso. Diplomado de Alta Dirección Pública en Gestión Cultural, Goberna-Instituto Universitario de Investigación Ortega y Gasset. Ex- director de la Escuela de Teatro de la Universidad de Valparaíso (2011-2017). Actualmente cursa el Doctorado en Estudios Teatrales de la Universidad Complutense de Madrid.   
Director Artístico de la XV Muestra Nacional de Dramaturgia de Chile (2011-2012). Uno de los fundadores y luego el segundo presidente de la Asociación de Dramaturgos Nacionales (ADN). 
Sus obras se han presentado y/o publicado en Argentina, Uruguay, México, España y Polonia, donde también ha sido invitado a diversos festivales y foros.  Seleccionado en la Muestra Nacional de Dramaturgia 1999 y 2003. El año 2006, participa en las Jornadas de Dramaturgia Chilena en España (Madrid y Barcelona).  Ganador del concurso FONDART de Excelencia, con su proyecto TRILOGÍA DE TIERNOS Y FEROCES (de Rokha, Violeta, Recabarren), 2014-2015. Ha sido coordinador general del los cuatro Ciclos de Dramaturgia en el Puerto (2011-2014) y del V Congreso Internacional de Dramaturgia Hispanoamericana (2013). Su obra “Malacrianza” ha sido seleccionada por la Comisión Bicentenario, entre las mejores 40 obras para "Antología: un siglo de dramaturgia chilena 1910-2010". Ganador del premio del Consejo Nacional del Libro 2007 a la Mejor Obra Editada de Teatro, por su libro “Malacrianza y otros crímenes”. 
Ha dirigido sus textos “Malacrianza” (1999-2001), “Mortajas” (2001) y “A primera hora” (2009). Ganador del Programa IBERESCENA 2008 en creación dramatúrgica, para la coproducción chileno-española “En construcción…” ambos proyectos a desarrollados durante el 2009. Ganador de la Becas de Creación Literaria del Gobierno de Chile en tres oportunidades (2002, 2003 y 2011). Como actor ha trabajado en montajes tales como: "El chorro de Sangre" con la dirección de Alfredo Castro, "Paul and John" de Marco Antonio de la Parra, bajo la dirección Andrés Hernández, "De Rokha, dirección Andrés Hernández); "Ricardo" adaptación de "Ricardo III" de William Shakespeare, escrita por Lucía de la Maza, con dirección Sebastián Carez;  "Negros" dirección Danilo Llanos, para la Compañía de Teatro La Peste Valparaíso, etc..
Profesor de Historia del Teatro, Teoría Teatral y Dramaturgia desde 1998 en las Escuelas de Teatro de diferentes instituciones como Universidad de Chile, UCINF, ARCIS, Universidad del Mar (La Serena), Instituto Valle Central (Concepción), AIEP, DUOC (Santiago), Universidad de Valparaíso, Universidad de Playa Ancha y los Talleres de la Muestra Nacional de Dramaturgia organizados por CNCA (Santiago, Concepción, Antofagasta), entre otros. 

## Biografía

### Los inicios
Nació el 18 de octubre de 1972 en La Pintana, Santiago de Chile. Luego de estudiar Teatro en la Universidad de Chile, siguió varios cursos de perfeccionamiento. En 1996, asistió al Taller de Dramaturgia del Departamento de Teatro de la Universidad de Chile y al Curso para Guionistas de Cine y Video en el Departamento de Literatura de la Universidad de Chile. En 1997, seleccionado para participar en los Talleres Literarios José Donoso de la Biblioteca Nacional; participó en el de dramaturgia, dirigido por Marco Antonio de la Parra. Durante este Taller es que conocerá a gran parte de los dramaturgos que conforman la llamada generación de la nueva dramaturgia chilena. En 1998, su obra «Malacrianza (restos de familias)» fue seleccionada para la V  Muestra de Dramaturgia Nacional, que anualmente organizaba la Secretaría de Comunicación y Cultura del Ministerio Secretaría General de Gobierno; esta obra presentaría al año siguiente, bajo la dirección de Ramón Griffero

### Docencia
Además de su labor escritural, en este período, ejerce como profesor de teatro en el Grupo Cámara Chile, en el Instituto del Banco del Estado de Chile, y en colegios particulares de la Región Metropolitana. También participa como actor en varias obras dirigidas por Alfredo Castro, en telenovelas producidas por Televisión Nacional de Chile y en escenas del programa Mea Culpa, que se emitía por la misma estación televisiva.
Luego se desempeñará como profesor universitario de Historia del Teatro, Teoría teatral y Dramaturgia en escuelas de teatro de diferentes instituciones como Universidad de Chile, UCINF, Universidad ARCIS, Universidad del Mar (La Serena), Instituto Valle Central (Concepción), AIEP, DUOC UC (Santiago), Universidad de Valparaíso, Universidad de Playa Ancha y los Talleres de la Muestra Nacional de Dramaturgia organizados por el CNCA (Santiago de Chile, Concepción, Antofagasta), entre otros. Asimismo realiza Talleres de especialización en dramaturgia diferentes ciudades del país.

### Carrera en Santiago
En 1999, es invitado por el Instituto Chileno Francés de Cultura a presenciar, como dramaturgo joven, el Festival Internacional de Teatro de Aviñón en Francia. En 2000, funda la Asociación de Dramaturgos Nacionales (ADN), asumiendo la vicepresidencia. En colaboración con esta organización y la Universidad ARCIS producirá el mismo año “I Encuentro de Dramaturgia chilena contemporánea: Dramaturgia en Voz Alta”(Fondart Regional).
En 2002, obtiene la beca de Creación Literaria para Escritores Noveles del Consejo Nacional del Libro y la Lectura, para realizar el proyecto dramatúrgico Lira 78. En 2003, vuelve a obtener la misma beca para escribir su obra «Daño colateral». El mismo año, obtuvo el premio a la Mejor Dramaturgia en el III Festival de Dramaturgia Breve de la Universidad Finis Terrae por la obra «La grieta sin grito».
En 2004, asume la Presidencia de la Asociación de Dramaturgos Nacionales (ADN), y su texto «Daño colateral» es distinguido con una Mención Honrosa en la X Muestra de Dramaturgia Nacional. Al año siguiente (2005) forma parte del Jurado de la XI Muestra de Dramaturgia Nacional junto a Juan Radrigán, Benjamín Galemiri, Ramón Griffero, Julio Jung, Lucía de la Maza y Carola Oyarzún. El año 2006, participa en las Jornadas de Dramaturgia Chilena en España (Madrid y Barcelona).

### Traslado a Valparaíso
El año 2008 comienza a viajar a Valparaíso a impartir clases de Dramaturgia en la Carrera de Actuación Teatral de la Universidad de Valparaíso y en la Carrera de Teatro de la Universidad de Playa Ancha. En Valparaíso se encontrará nuevamente con el director teatral Andrés Hernández, quien fuera su compañero universitario, y ahora vuelve a poner en las tablas algunos textos de Figueroa junto a la compañía Los cuatro notables.
El año 2009 se traslada a vivir en la ciudad puerto, desarrollando alianzas con el movimiento teatral que empiezan a generar los primeros egresados de las universidades y compañías emblemáticas de la ciudad. De esta forma, en 2010, fundará junto a Astrid Quintana, Marco Trigo y Esteban Sazo el Colectivo de Investigación Puerto Dramaturgia.
El año 2011, asume la dirección de la Carrera de Actuación Teatral de la Universidad de Valparaíso, al mismo tiempo que es nombrado Director artístico de la XV Muestra de Dramaturgia Nacional, y sus obras estrenan nuevas versiones en Argentina y Uruguay. 
Ha sido coordinador general del los Ciclos de Dramaturgia en el Puerto (2011-2012-2013) y del V Congreso Internacional de Dramaturgia Hispanoamericana (2013).

## Obra
Autor de obras como «Malacrianza», «Mortajas», «San Rafael, o el misterio de los atorrantes», «El Graznido», «La grieta sin grito», «Daño Colateral», «Viaje de Huida», etc. Muchas de ellas estrenadas, publicadas y con diversos reconocimientos.
Su obra ha sido seleccionada por la Comisión Bicentenario (Universidad de Chile y Universidad Católica), entre las mejores 40 obras en la historia de la dramaturgia chilena para la publicación "Antología: un siglo de dramaturgia chilena 1910-2010". Ganador del premio del Consejo Nacional del Libro 2007 a la Mejor Obra Editada de Teatro, por su libro «Malacrianza y otros crímenes». Ha dirigido sus textos «Malacrianza» (1999 2001), «Mortajas» (2001) y «A primera hora» (2009). Ganador del Programa IBERESCENA 2008 en la modalidad de creación dramatúrgica, para la coproducción chileno - española En construcción ambos proyectos a desarrollados durante el 2009.
Recientemente su obra “La grieta sin grito” ha sido incluida entre 11 textos contemporáneos en el libro "Antología Dramaturgia Chilena Contemporánea", Ed. PASO DE GATO, México, 2013.
Su proyecto TRILOGÍA DE TIERNOS Y FEROCES, que consiste en la puesta en escena de 3 obras basadas en las figuras de Pablo de Rokha, Violeta Parra y Luis Emilio Recabarren, obtuvo el FONDART 2013 de Excelencia. Estás tres obras serán estrenadas a fines del año 2014 en Valparaíso y 2015 en Santiago de Chile. (https://twitter.com/tiernosyferoces)
http://tiernosyferoces.cl/
Director "Elizabeth Nietzsche en Paraguay o Dios ha muerto o La voluntad de poder" de Marco Antonio de la Parra. Laboratorio de Prácticas Performativas, Facultad de Filología de la Universidad Complutense de Madrid, mayo de 2021.
Director y dramaturgo “Era un lindo lugar para vivir”, Centro Cultural Paco Rabal, Madrid (octubre 2022)
Actor y co-dramaturgo montaje “Wutkultur: la (in) cultura de la ira” Compañía teatral la Escena Roja. Premio mejor dramaturgia. XXIV Certamen de Teatro UCM. Madrid (mayo 2022.
Director y dramaturgo obra “Pandemonium: diálogos de barro” (teatro streaming) Estreno enero 2022, con la Compañía de Teatro Conciencia de Valparaíso. Fondart Categoría Trayectoria.

### Dramaturgia
- «Mareos» (1998)
- «Malacrianza (restos de familias)» (1999)
- «San Rafael o el misterio de los atorrantes» (2000)
- «Mortajas» (2001)
- «El Graznido» (2001)
- «La grieta sin grito» (2003)
- «Viaje de Huida» (2003)
- «Daño Colateral» (2004)
- «1980 y tantos»
- «Puerto principal»
- «Vilma» (2004)
- «A primera hora» (2009)
- "Insolvente y Asbestoso" (2011)
- De Rokha,Trilogía de tiernos y feroces (2014)
- Violeta, Trilogía de tiernos y feroces (2014)
- Recabarren, Trilogía de tiernos y feroces (2014)
- Éxodo: fronteras de un matadero (2017)

#### Publicaciones
- Figueroa, Cristian (2006). Malacrianza y otros crímenes. Chile: Editorial Ciertopez. ISBN 956842511X.
- Talleres Literarios José Donoso (1998). «Mareos». Cuadernos del taller. Chile: Biblioteca Nacional. ISBN 956-244-078-8.
- Figueroa, Cristian (2010). «v.4».  En María de la Luz Hurtado; Mauricio Barría, eds. Antología : un siglo de dramaturgia chilena : 1910 - 2010 (1ª edición edición). Chile: Publicaciones Comisión Bicentenario. ISBN 9789567892259.
- {TRILOGÍA DE TIERNOS Y FEROCES | Cristian Figueroa Acevedo | Teatro| 2017} |isbn=9789562609630|
- “20 de 20: Memorias de barro y barrio (dramaturgia 1999-2019 de Cristian Figueroa)” Editorial Cuarto Propio, Santiago de Chile, 2022. Proyecto financiado por el Fondo del Libro y la Lectura, Ministerio de las Culturas, las Artes y el Patrimonio de Chile. Recopilación de 20 obras teatrales en 20 años de trayectoria autoral. Lanzada en Madrid mayo 2022. https://www.cuartopropio.com/presentacion-memorias-de-barro-y-barrio/

Premios y reconocimientos
- 2021        Beca Chile Crea - Fondart para cursar Máster Universitario en Teatro y Artes Escénicas, Universidad Complutense de Madrid.
- 2019        Fondart de trayectoria para ejecución de obra teatral PANDEMONIUM, responsable del proyecto, dramaturgo y director de la puesta en escena.
- 2020      Fondo del Libro y la Lectura / Fomento a la Industria / Apoyo a edición del libro “20 de 20: memorias de barro y barrio (dramaturgia 1999-2019 de Cristian Figueroa” con Editorial Cuarto Propio, Santiago de Chile.
- 2014-2015           Ganador FONDART DE EXCELENCIA 2014. Dramaturgo y responsable del proyecto de investigación y creación escénica: TRILOGÍA DE TIERNOS Y FEROCES: DE ROKHA, VIOLETA Y RECABARREN, para temporada de los tres montajes en Valparaíso y Santiago entre 2014 y 105
- 2015   Beca Creación Literaria para Escritores profesionales del Consejo Nacional del Libro y la Lectura, proyecto texto dramático: DESAHUCIO.
- 2014-2015       Ganador FONDART DE EXCELENCIA 2014. Dramaturgo y responsable del proyecto de investigación y creación escénica: TRILOGÍA DE TIERNOS Y FEROCES: DE ROKHA, VIOLETA Y RECABARREN, para temporada de los tres montajes en Valparaíso y Santiago entre 2014 y 105.
- 2013   Seleccionado y publicado en Antología Dramaturgia Chilena Contemporánea, Ed. PASO DE GATO, México, 2013. Obra “La grieta sin grito” junto a 11 autores nacionales.
- 2011   Beca Creación Literaria para Escritores profesionales del Consejo Nacional del Libro y la Lectura, proyecto: TRILOGÍA DE TIERNOS Y FEROCES (Violeta Parra, Recabarren, de Rokha)
- 2009   Obra “Malacrianza” seleccionada por Comisión Bicentenario (Universidad de Chile y Católica), entre las mejores 40 obras para "Antología: un siglo de dramaturgia chilena 1910-2010".
- 2008   GANADOR IBERESCENA: Creación Dramatúrgica, Proyecto “1810 – 2010… en construcción” coproducción chilena-española, para estrenar en abril de 2010.
- 2007   PREMIO MEJOR OBRA LITERARIA, categoría Editada, mención Teatro por el libro, “Malacrianza y otros crímenes” del Consejo del Libro (CNCA)

- 2005      Autor Invitado, PRIMERA JORNADA DE DRAMATURGIA CHILENA CONTEMPORÁNEA, Madrid – Barcelona,  España.  Organizado por Casa América y RESAD, auspicio DIRAC y CNCA de Chile.
- 2003      Mención Honrosa X Muestra de Dramaturgia Nacional por el texto “Daño Colateral”

Beca Fondart para cursar “Postítulo de Dramaturgia” en Universidad Católica de Chile.
- 2003   Ganador premio Mejor Dramaturgia en el III Festival de Dramaturgia Breve de la Universidad Finis Terrae por su texto “La Grieta sin grito”

Beca Creación Literaria para Escritores Noveles del Consejo Nacional del Libro y la Lectura, proyecto texto dramático: ”Daño colateral: el desastre de la guerra”.
- 2002   Becado por el programa de Creación Literaria para Escritores Noveles del Consejo Nacional del Libro y la Lectura, proyecto dramatúrgico ”Lira 78”
- 1999    Ganador V Muestra de Dramaturgia Nacional con su texto “MALACRIANZA, restos de familia”.
- 1999 Dramaturgo invitado por el Instituto Chileno Francés de Cultura a presenciar el Festival Internacional de Teatro de Aviñón, Francia. (julio de 1999)

#### Obras en línea
- «El Graznido» en Archivo Dramaturgia (enlace roto disponible en Internet Archive; véase el historial, la primera versión y la última).
- «San Rafael o el misterio de los atorrantes» en Archivo Dramaturgia (enlace roto disponible en Internet Archive; véase el historial, la primera versión y la última).
- «Malacrianza (restos de familias)» en la web de la Muestra de Dramaturgia Nacional (enlace roto disponible en Internet Archive; véase el historial, la primera versión y la última).